# Seménivka (Kremenchuk)
Seménivka (ucraniano: Семе́нівка) es un sélyshche de Ucrania perteneciente al raión de Kremenchuk de la óblast de Poltava.
En 2017, el asentamiento tenía una población de 6192 habitantes. Es sede de un municipio que abarca, además de Seménivka, 43 pueblos, con una población municipal total de unos dieciséis mil habitantes.
Se ubica unos 50 km al norte de Kremenchuk, sobre la carretera T1716 que lleva a Jorol. En el asentamiento hay un pequeño embalse del río Kryvá Ruda.

## Historia
Fue fundado por Semén Rodzianko, osavul entre 1746 y 1752 del regimiento cosaco de Mýrhorod, sobre el lugar que hasta entonces ocupaba un jútir, en el territorio de la sotnia de Jorol de dicho regimiento. La nueva localidad terminó de construirse en 1753. En 1836 alcanzó el estatus de miasteczko y sede de su propia vólost, en el uyezd de Jorol de la gobernación de Poltava. Se desarrolló notablemente desde finales del siglo XIX, cuando se abrió aquí una estación de la línea de ferrocarril de Kremenchuk a Romný. La RSS de Ucrania estableció aquí en 1923 la sede del raión de Seménivka, que existió durante casi un siglo. En 1938 adoptó el estatus de asentamiento de tipo urbano.